# Кромвель (танк)
Mk.VIII «Кромвель» (англ. Cruiser Tank Mk.VIII «Cromwell»), A27M — британский средний крейсерский танк периода Второй мировой войны. Назван в честь Оливера Кромвеля, британского государственного деятеля, лидера Английской революции (1641—1658). Был создан в 1941—1942 годах фирмой BRCWc и производился серийно с осени 1943 по 1945 год.
Всего было выпущено 1070 «Кромвелей», также немалое количество машин было получено путём модернизации танков Mk.VIII «Кентавр» (A27L) до стандарта «Кромвеля». Главным отличием «Кромвелей» от «Кентавров» был более мощный двигатель Rolls-Royce Meteor вместо Liberty L-12.
В ходе производства танк постоянно модернизировался. «Кромвель» активно использовался британскими войсками в Северо-Западной Европе в 1944—1945 годах, значительная часть выпущенных машин также была передана союзникам Великобритании. «Кромвели» оставались на вооружении до 1950-х годов, часть из них была переоборудована в танки «Чариотир».

## Описание конструкции
Кромвель имеет классическую компоновку. Экипаж танка состоит из пяти человек — механика-водителя и пулемётчика (он же — помощник механика-водителя), располагавшихся в отделении управления; и заряжающего-радиста, наводчика и командира, которые находились в трёхместной башне.

### Броневой корпус и башня
В то время как уже даже в Японии перешли к полностью сварным конструкциям, англичане продолжали использовать архаичный метод сборки корпуса и башни с помощью каркасов.
Броневой корпус «Кромвеля» — по-старинке на каркасе, собиравшийся из катаных плит и листов гомогенной стали с помощью заклёпок и болтов, после сборки подвергавшихся поверхностной закалке. Каркас собирался из стальных планок толщиной 13 мм. Далее к планкам крепились на болтах детали. Лишь лобовые и кормовые детали корпуса соединялись между собой при помощи сварки. Броневая защита танка противоснарядная, дифференцированная, выполненная без рациональных углов наклона. Лобовая часть состояла из трёх плит: верхней толщиной 64 мм, расположенной под углом в 0° к вертикали, средней толщиной 25 мм, расположенной под углом в 68° к вертикали и нижней, толщиной 57 мм, расположенной под углом в 27°. Борта корпуса располагались вертикально и имели толщину в 32 мм. Кормовая часть собиралась из двух броневых плит: верхней, толщиной 25 мм расположенной вертикально и нижней, толщиной 32 мм, расположенной под углом в 10°. Крыша танка в районе моторно-трансмиссионного отделения собиралась из 14-мм броневых листов, в районе отделения управления из 19 мм листов. Днище танка имело толщину 6,5 мм под моторно-трансмиссионным отделением и 8 мм в лобовой части, также небольшой участок кормовой оконечности днища состоял из 32-мм бронеплиты под углом 45°. Диаметр башенного погона «Кромвеля» составлял 1524 мм.
Башня имела смешанную конструкцию, она состояла из внутренней сварной коробки и брони, крепившейся с помощью болтов. У модификаций VII и VIII броня приваривалась. Бронировка орудийной установки была внутренней, что повышало вероятность её заклинивания снарядом или шальным осколком. В зависимости от завода-производителя и года выпуска, на танк могли устанавливаться башни различной конструкции. Слева находился радист, справа наводчик, за ним командир. Справа на крыше башни находился люк заряжающего, закрывавшийся двустворчатой крышкой, перед ним — перископы наводчика и заряжающего. Они защищались П-образной пластиной из листовой стали, прикреплённой болтами.
Башня поворачивалась с помощью гидропривода, и поворот башни был возможен только при включённом двигателе. При заглушенном двигателе башня вращалась вручную.

### Вооружение
Основным вооружением «кентавров» ранних выпусков являлась 57-мм пушка Мк III. Длина ствола орудия — 43 калибра / 2394 мм, начальная скорость бронебойного снаряда — 808 м/с. Впоследствии она была заменена на Мк V, «Кромвели» сразу получали такие пушки. Длина ствола этого орудия равнялась 50 калибрам / 2850 мм, а начальная скорость бронебойного снаряда — 853 м/с. Эти пушки предназначались исключительно для борьбы с вражескими танками, так что в боекомплекте «Кромвеля» отсутствовали фугасные, осколочные или шрапнельные снаряды. В боекомплект входили только бронебойные: полные и с уменьшенным зарядом, впоследствии появились подкалиберные.
Наведение орудия было архаичным — при помощи плечевого упора.
Пушки использовали телескопический № 33 прицел, имевший поле зрения 20° и увеличение в 2×. По сравнению с советскими, американскими и немецкими прицелами они представляли устаревшую конструкцию с недостаточным увеличением.
Уже в середине 1941 года британские военные осознали, что орудие танка не соответствует современным требованиям. Те, кто непосредственно воевал в Африке, считали необходимым оснастить танк 75 мм орудием с бронебойными и осколочно-фугасными снарядами. Поэтому было признано необходимым вооружить британские танки орудием с характеристиками не хуже, чем поздних вариантов танка M3. Наконец британские генералы осознали тот факт, что без пушки с сбалансированными бронебойными и фугасными снарядами танк не может быть полноценным. В декабре 1942 года было решено совместить ствол 75 мм французской пушки с казёнником и маской 57 мм пушки, но только в марте 1944 года пушка была пригодна для боевого применения, но к тому времени она уже устарела.
Орудие устанавливалось на цапфах в лобовой части башни, в спаренной с пулемётом установке. Вертикальная наводка, для 75-мм пушки Мк V в пределах −12,5…+20°, впервые в британском танкостроении осуществлялась при помощи винтового механизма, а не плечевым упором, горизонтальная наводка — исключительно поворотом башни. Орудие использовало телескопический № 50×3L MK 1 прицел, разработанный на базе немецкого TZF-5b.
Затвор клиновой, полуавтоматический. Масса орудия 314 кг. Длина ствола 36,5 калибров вместо 37,5 у американской пушки М3. Орудие оснащалось однокамерным дульным тормозом. Начальная скорость бронебойного снаряда 615 м/с (620 у американской).
Оба орудия могли использовать одинаковый ассортимент боеприпасов: унитарные выстрелы к 75-мм полевой пушке образца 1897 года и американской танковой пушке 75 mm M3 L/37,5. Боекомплект орудия состоял из 64 выстрелов (23 размещались в башне, остальные в корпусе). В боекомплект могли входить выстрелы с калиберными (М62, М72) бронебойными, осколочно-фугасными (М48, М48Р) и дымовыми снарядами. Орудие уступало по баллистическим характеристикам американским и немецким пушкам аналогичного калибра. Американская пушка М3 пробивала на 1 мм больше, а немецкое орудие 7,5 cm KwK 40/48 было намного мощнее британской пушки и имело на 30-40 % лучшую бронепробиваемость. А «Шерманы» с января 1944 года выпускались с пушкой M1, калибра 76,2 мм, длиной ствола 55 калибров. Эти орудия уступали Ф-34 в эффективности осколочно-фугасного снаряда, так ОФ-350, который имел заряд взрывчатого вещества в 710 г и при взрыве давал 870 убойных осколков в радиусе 15 м, а 75-мм снаряд 7,5 cm Sprgr.Patr. 34, применявшийся в германских KwK 37 и KwK 40, имел вес 5,74 кг и содержал 680 г взрывчатого вещества, при взрыве давал 765 убойных осколков в радиусе 11,5 м. Американский осколочно-фугасный 75-мм снаряд M48, применявшийся также в британских танковых пушках этого калибра, имел массу в 6,62 кг и содержал 670 г взрывчатого вещества и уступал советским и немецким осколочно-фугасным снарядам в эффективности.
Третьей пушкой, которой вооружались «Кромвели», была 95 мм гаубица. Она представляла собой сопряжение укороченного ствола калибром 95 мм (3,7 дюйма) с казённой частью и замком 87,6 мм (25 фунт) гаубицы-пушки. Гаубица монтировалась в стандартной маске для 57/75 мм пушки, что ограничило её дальнобойность до 2300 метров. После увеличения угла возвышения дальность возросла до 5000 метров. Гаубица была принята на вооружение в феврале 1943 года.

## Двигатель
Танк Mk.VIII (А27М) Cromwell оснащался двигателем Rolls-Royce Meteor, являвшийся танковым вариантом авиационного мотора Merlin III. В двигатель, предназначенный для установки на танк, были внесены изменения: заменены насосы: системы охлаждения, топливный и масляный; стала другой нижняя часть двигателя, приспособленная к монтажу на новую подмоторную раму; изменилась система выхлопа.
Двигатель Rolls-Royce Meteor — карбюраторный, четырёхтактный, 12-цилиндровый V-образный жидкостного охлаждения мощностью 560—600 л. с. при 2550 об/мин. Угол развала блоков цилиндров — 60°. Диаметр цилиндра — 137,16 мм, ход поршня — 152,4 мм. Рабочий объём двигателя — около 27 000 см³. Масса сухого двигателя — 610 кг. Топливом служил этилированный бензин с октановым числом не ниже 67.
Топливные баки располагались по обеим сторонам от двигателя. Правый бак вмещал 273 л, левый — 255 л. На корме мог устанавливаться дополнительный цилиндрический бак на 27 л. Расход топлива на 100 км пути: при движении по шоссе — 280—420 л, по пересеченной местности — 420—560 л.
Маслобаки располагались так — справа на 39 л, слева на 27 л. Использовалось масло типа 10 H.D. (М.160). Расход масла составлял 7 л на 100 км. В башне имелся масляный бачок (около 2,5 л) с маслом типа Wesco для смазки механизмов орудия и пулемётов.
Ёмкость системы охлаждения — 64 л. Она состояла из двух радиаторов и резервуара с охлаждающей жидкостью. Для охлаждения служили вода или этиленгликоль.

### Ходовая часть
В ходовой части Кромвеля использовалась подвеска Кристи, унаследованная им от серии крейсерских танков «Крусейдер». С каждого борта ходовая часть состояла из пяти больших сдвоенных опорных катков, ленивца и расположенного сзади ведущего колеса со съёмными зубчатыми венцами.
Гусеницы Кромвеля — стальные, мелкозвечатые, цевочного зацепления. На машинах ранних выпусков гусеница имела ширину в 355 мм и состояла из 125 траков, на машинах более поздних выпусков гусеница имела ширину 394 мм, на последних при длине опорной поверхности 3730 мм, удельное давление на грунт составляло 0,97 кг/см².

## Модификации
- Centaur Mk I (A27L) — базовый вариант, орудие QF 6 pounder (57 мм), использовались только в учебных частях. Использовали корпуса типов A, B и C.
- Centaur Mk II — первые пять прототипов, отличающихся расширенными траками с 355 мм до 394 мм.
- Centaur Mk III — Centaur Mk I с орудием QF 75 mm. Использовали корпуса типов C и D.
- Centaur Mk IV —  Centaur Mk I с гаубицей QF 95 mm, единственные «Кентавры», участвовавшие в боевых действиях. Использовали корпуса типов C и D.
- Centaur AA Mk I — танк ПВО, башни от Crusader AA Mk II на шасси Centaur. Вооружение было представлено спаркой 20 mm Polsten. Использовали корпуса типов C и D.
- Centaur AA Mk II — аналогичен предыдущему, но с башней Crusader AA Mk III. Прототип.
- Cromwell Mk I  (A27M) — базовый вариант QF 6-pounder, первый «настоящий Кромвель». В первую очередь отличается двигателем Rolls-Royce Meteor, также имеет храповик для натяжения траков (вместо червячной передачи «Кентавра») и четыре амортизатора вместо трех. Использовали корпуса типов A и C.
- Cromwell Mk II — первые два прототипа, отличающихся расширенными траками с 355 мм до 394 мм.
- Cromwell Mk III  — «Кромвель» с QF 6-pounder и корпусом «Кентавра» (червячная передача и три амортизатора), но с двигателем Rolls-Royce Meteor, результат упрощения и удешевления производства. Использовали корпуса типов A и C.
- Cromwell Mk IV  — аналогичен Mk III, но с пушкой QF 75 mm. После введения Final Specification начал строиться на доработанном корпусе «настоящего Кромвеля», став аналогичным Mk V с технической точки зрения. Использовали корпуса типов C, D, E и F, при этом все F имели Final Specification.
- Cromwell Mk V  — «Кромвель» с  пушкой QF 75 mm и корпусом «настоящего Кромвеля». Технически каждый Mk IV при Final Specification является Mk V, поэтому все Mk V были построены до Final Specification.
- Cromwell Mk Vw  — вариант со сварным корпусом, откидываемым вбок люком мехвода с перископом и увеличенной до 101 мм толщиной лобовой брони корпуса и башни. Использовали корпуса типов Dw и Ew, при это Ew имел уменьшенное передаточное число для повышения надежности трансмиссии, так как утолщенное днище (основной атрибут обычного E) появилось уже на Dw. Все танки построены при Final Specification.
- Cromwell Mk VI  — «Кромвель» с гаубицей QF 95 mm. Использовали корпуса типов C, D, E и F, все из них от «настоящего Кромвеля». Строились как до, так и во время Final Specification, при этом все F имели Final Specification.
- Cromwell Mk VII  — послевоенная модернизация существующих танков, усилена передняя ось, траки расширены до 394 мм, уменьшенное передаточное число для повышения надежности трансмиссии. Конвертировались из Mk IV и Mk V.
- Cromwell Mk VIIw  — аналогичен Mk VII, но имеет сварной корпус, переделанный люк мехвода и утолщенную до 101 мм броню. Несколько десятков построено с нуля во время войны с корпусом Ew (это единственные Mk VII/VIII, построенные с нуля), после войны еще некоторое количество Mk Vw было модернизировано таким образом.
- Cromwell Mk VIII  — аналогичная послевоенная конверсия гаубичных Mk VI.
- Cromwell Mk X — прототип Cromwell Mk III, Centaur Mk I, переоснащенный Rolls-Royce Meteor. Технически идентичен Mk III.

Корпуса:
- Type A — четыре ящика над гусеницами, угловатые крылья, идентичные люки мехвода и пулеметчика, откидывающиеся вперед, перископ над пулеметчиком, двухсекционные люки над двигателем с откидываемой вбок передней секцией и откидываемой назад задней. Не подвергался Final Specification. Использовался на Centaur Mk I, Cromwell Mk I и Cromwell Mk III.
- Type B — переделанный люк пулеметчика, откидывающийся вбок, убран прилегающий к нему передний левый ящик, убран перископ пулеметчика. Использовался только на Centaur Mk I. Не подвергался Final Specification.
- Type C — вернулся перископ пулеметчика, улучшенные скругленные крылья, уменьшена толщина брони моторного отделения. Использовался на Centaur Mk I, Centaur Mk III, Centaur Mk IV, Cromwell Mk I, Cromwell Mk III, Cromwell Mk IV, Cromwell Mk V и Cromwell Mk VI. Некоторые подвергались Final Specification.
- Type D — переделанные люки над двигателем, теперь они односекционные и откидываются вбок. Использовался на Centaur Mk III, Centaur Mk IV, Cromwell Mk IV, и Cromwell Mk VI. Некоторые подвергались Final Specification.
- Type Dw — сварная версия обычного D с 25-мм экраном на лобовой детали и откидываемым вбок люком мехвода с перископом. Использовался на Cromwell Mk Vw. Все подверглись Final Specification.
- Type E — днище утолщено с 6 до 14 мм. Использовался на Cromwell Mk IV и Cromwell Mk VI. Некоторые подвергались Final Specification.
- Type Ew — Dw с пониженным передаточным числом трансмиссии. К обычному E отношения не имеет. Использовался на Cromwell Mk Vw и Cromwell Mk VIIw. Все подверглись Final Specification.
- Type F — откидывающийся вбок люк мехвода, два ящика над гусеницами (убран передний правый). Использовался на Cromwell Mk IV и Cromwell Mk VI. Все подверглись Final Specification.
- Cromwell Mk VII, Cromwell Mk VIIw и Cromwell Mk VIII использовали корпуса, соответствующие танкам, из которых они были конвертированы (C, D, Dw, E, Ew и F), при этом все танки подверглись Final Specification, а многие C улучшались до D.

## Состоял на вооружении
- Великобритания
- Польша — около 250—300 штук, переданных им Великобританией в 1943—1947 годах танков
- Чехословакия — 190 танков, переданных им Великобританией
- Австрия — 56 танков
- Иордания — 50 танков
- СССР — 6 танков
- Финляндия — 35 танков
- Израиль — 10 танков
- Организация освобождения Палестины

## Оценка машины
Экипажи «Кромвеля» жаловались на слишком тонкое днище корпуса, из-за чего танк был особо уязвим для поражения минами. Во время жаркой погоды резиновые бандажи отделялись от опорных катков. Бронезащита танка оставляла желать лучшего, бронелисты, расположенные под прямым углом, не могли защитить экипажи от огня немецких орудий. А орудие танка не могло поражать новейшие немецкие танки.
| Сравнительные характеристики универсальных танков второй половины войны |                   |          |         |           |        |
| Характеристика                                                          | Pz.KpfW.IV Ausf.J | Кромвель | Т-34-85 | М4А3(76)W | Комета |
| Масса, т                                                                | 25,0              | 27,9     | 32      | 33,7      | 35,7   |
| экипаж, чел.                                                            | 5                 | 5        | 5       | 5         | 5      |
| Бронирование лба корпуса/ эффективная толщина брони, мм                 | 80                | 64       | 45/90   | 51/94     | 76     |
| Бронирование лба башни, мм                                              | 50                | 76       | 90      | 64        | 102    |
| Калибр пушки, мм                                                        | 75                | 751      | 85      | 76        | 76     |
| Боекомплект, выстрелов                                                  | 80                | 64       | 60      | 71        | 58     |
| Толщина пробиваемой брони на дистанции 1000 м (угол встречи 60°), мм    | 82                | 60       | 87      | 88        | 95     |
| Скорость макс., км\ч                                                    | 40                | 64       | 52      | 42        | 47     |
| Запас хода по шоссе, км                                                 | 320               | 220      | 350     | 190       | 200    |

1 Ранние модификации «Кромвелей» вооружались 57-мм пушкой QF 6 Pounder, некоторые имели в качестве вооружения 75-мм пушку, а также некоторые вооружались 95-мм танковой гаубицей.
Английские танкисты относились к «Кромвелям» со скепсисом, считая «Шерманы» более удачными. Американские танки были более надёжными, имели меньший расход топлива и нисколько не уступали английским в огневой мощи, имея при этом более удачные по конструкции корпус и башню. У английского танка был высокий расход топлива: на 100 км пути по шоссе «Кромвель» тратил 280 литров, М4А3 — 220 литров бензина, М4А2 — 180, а Т-34 — 170 литров солярки. Летом 1943 года в учебном центре танковых войск в Бовингтоне были организованы сравнительные испытания английской и американской техники. В них приняли участие 14 машин — танки Centaur, Cromwell и Sherman модификаций М4А2 и М4А4. По окончании дневного пробега первыми в центр вернулись М4А2, за ними — М4А4, потреблявшие больше топлива и требовавшие дополнительной заправки на трассе. После короткого техосмотра их экипажи отправились отдыхать. В сумерках прибыли танки Cromwell и поздно ночью — Centaur. Эти машины нуждались в довольно длительном техническом обслуживании. В своем рапорте руководитель испытаний майор Клиффорд отметил, что он не хотел бы командовать подразделением танков A27L Centaur, ненадежных в эксплуатации и требовавших многочисленного обслуживающего персонала. По его утверждению, Cromwell мог бы стать ценной боевой машиной, но в настоящем своем виде он может рассматриваться только в качестве опытного образца, требующего дальнейшей доработки.
Первыми универсальный танк, «мастер на все руки», создали в СССР: им стал Т-34, появившийся в 1940 году. Вторыми были американцы, которые внимательно следили за новинками танкостроения и вернули в конце 1941 года на M3 вместо короткой 75 мм пушки М2 пушку М3. Третьими эту проблему решили немцы, установив на Pz. IV длинноствольную пушку в январе 1942 года. Четвёртыми стали итальянцы со своим P26/40. Дольше всех к пониманию того, что вместо специализированных танков лучше иметь универсальные, шли британцы. «Кромвель» стал первым таким танком, но вскоре после войны, он был заменён «Кометами» потому, что он был оптимален для 1942 года, а уже в 1944 году он устарел. Проблема была не в «Тиграх» и «Пантерах», а в том что Pz. IVH нёс гораздо более мощную 75 мм пушку длиной 48 калибров, а «Шерман» и Т-34 несли к этому времени ещё более мощные 76,2 мм и 85 мм пушки соответственно. Также отмечалась общая теснота башни, диаметр башенного погона танка А27М составлял 1524 мм. Для сравнения: у Т-34/85 его диаметр достигал 1600 мм, а у M4 Shermam — 1753 мм. Результаты боёв заставили быстро перейти к выпуску «Комет», так что «Кромвель» был не только самым поздним, но и рано сошедшим со сцены универсальным танком. Советский Союз от поставок «Кромвелей» отказался, поскольку он уступал по всем параметрам, кроме скорости, американскому M4A2. Так же «Кромвель» уступал выпускавшимся советским машинам. Броня «Кромвеля» пробивалась всеми противотанковыми и танковыми орудиями, созданными во второй половине войны, с 1500—2000 метров.